# Gruppo Falck
Gruppo Falck är en italiensk industrikoncern med säte i Sesto San Giovanni. Företaget grundades 1906 och är ett av de äldsta inom den italienska stålindustrin men har sedan 1990-talets kris lämnat stålindustrin. Bolaget hade 16 000 anställda 1963 och 1971 var det Italiens största stålproducent. 1990-talets kris inom stålindustrin gjorde att bolaget drabbades hårt av strukturomvandlingar och hela produktionen ställdes om.
Bolaget Società Anonima Acciaierie & Ferriere Lombarde grundades 1906 av Giorgio Enrico Falck som var barnbarn till Georges Henri Falck från Elsass, som 1833 fått i uppdrag att leda familjen Rubinis stålverk i Dongo i Lombardiet. Han flyttade också verksamheten till Sesto San Giovanni utanför Milano. Företaget upplevde en blomstringsperiod och avancerade till ett av de viktigaste stålföretagen. Ett antal stålverk uppfördes, och bolaget kom också att bygga vattenkraftverk för att säkra energitillförseln till produktionen.
Bland kunderna för dotterbolaget Falck Tubi som tillverkade stålrör återfanns cykeltillverkarna Basso, Dancelli, Legnano och Rabeneick.